# Lisa Lyon
Lisa Lyon (Los Angeles, 13 maggio 1953 – Westlake Village, 8 settembre 2023) è stata una modella, attrice e culturista statunitense.

## Biografia
Nonostante la statura di 1,60 m ed una corporatura esile di 54 kg, Lisa Lyon deve il suo successo al mondo del culturismo, di cui fu una delle pioniere. Il 16 giugno 1979 la IFBB organizzò i campionati mondiali di culturismo femminile a Los Angeles, anche se in realtà si trattava di una semplice competizione locale. Lisa Lyon vi prese parte e vinse facilmente la gara: nonostante fosse la sua prima apparizione nel mondo del culturismo agonistico, si ritirò per sfruttare la sua immagine a scopi artistici.
Fu la prima culturista ad avere una foto pubblicata su Playboy (numero di ottobre 1980) e fu fotografata, tra gli altri, da Helmut Newton e Robert Mapplethorpe. Proprio Mapplethorpe ne fece il soggetto del suo libro Lady Lisa Lyon, realizzato nei primi anni ottanta e pubblicato nel 1983, che costituisce la migliore opera fotografica dedicata al culturismo femminile di tutti i tempi.
Lisa Lyon è morta di cancro allo stomaco nella sua casa in California l'8 settembre 2023, all'età di 70 anni.

## Filmografia
Lisa Lyon ha avuto anche una breve carriera come attrice:

### Cinema
- Le tre corone del marinaio (Les trois couronnes du matelot), regia di Raúl Ruiz (1983)

- Vamp, regia di Richard Wenk (1986)

### Televisione
- La casa nella prateria (Little House on the Prairie) – serie TV, episodio 2x05 (1975)
- Bert D'Angelo Superstar – serie TV, episodio 1x01 (1975)
- The Hustler of Muscle Beach, regia di Jonathan Kaplan – film TV (1980)
- Miss superfisico (Getting Physical), regia di Steven Hilliard Stern – film TV (1984)